# Yukarıkulaca, Şiran
Yukarıkulaca là một xã thuộc huyện Şiran, tỉnh Gümüşhane, Thổ Nhĩ Kỳ. Dân số thời điểm năm 2008 là 210 người.